# Draft de l'NBA del 1953
El Draft de l'NBA de 1953 va constar de 12 rondes, en les quals van sortir escollits tres futurs membres del Basketball Hall of Fame.

## Primera ronda
|  | = All-Star     |
|  | = Hall of Fame |

| Posició | Jugador            | Nacionalitat | Equip NBA             | Universitat/Club |
| ------- | ------------------ | ------------ | --------------------- | ---------------- |
| 1       | Ernie Beck (G/F)   | Estats Units | Philadelphia Warriors | Pennsylvania     |
| 2       | Ray Felix (C)      | Estats Units | Milwaukee Hawks       | Long Island      |
| 3       | Bob Houbregs (C/F) | Estats Units | Philadelphia Warriors | Washington       |
| 4       | Jack Molinas (F)   | Estats Units | Fort Wayne Pistons    | Columbia         |
| 5       | Richie Regan (G)   | Estats Units | Boston Celtics        | Seton Hall       |
| 6       | Frank Ramsey (F/G) | Estats Units | Syracuse Nationals    | Kentucky         |
| 7       | Jim Neal (C)       | Estats Units | Rochester Royals      | Wofford College  |
| 8       | Walter Dukes (C)   | Estats Units | New York Knicks       | Seton Hall       |
| 9       | Jim Fritsche (F/C) | Estats Units | Minneapolis Lakers    | Hamline          |

## Jugadors no escollits a la 1a ronda
| Posició | Jugador              | Nacionalitat | Equip NBA             | Universitat/Club |
| ------- | -------------------- | ------------ | --------------------- | ---------------- |
| 13      | Cliff Hagan (F/G)    | Estats Units | Boston Celtics        | Kentucky         |
| 89      | Jack George (G)      | Estats Units | Philadelphia Warriors | LaSalle          |
| 102     | Ken Sears (F)        | Estats Units | Rochester Royals      | Santa Clara      |
| 114     | Billy Kenville (G/F) | Estats Units | Syracuse Nationals    | St. Bonaventure  |